# Vesna Kljajević
Vesna Kljajević (montenegrinisch-kyrillisch Весна Кляєвич; * 12. Dezember 2005 in Mojkovac, Serbien und Montenegro) ist eine montenegrinische Leichtathletin, die sich auf das Kugelstoßen spezialisiert hat.

## Sportliche Laufbahn
Erste Erfahrungen bei internationalen Wettkämpfen sammelte Vesna Kljajević im Jahr 2021, als sie bei den U18-Balkan-Meisterschaften in Kraljevo mit einer Weite von 12,96 m den siebten Platz im Kugelstoßen belegte. Im Jahr darauf gewann er bei den U18-Balkan-Meisterschaften in Bar mit 15,65 m die Bronzemedaille mit der leichteren 3-kg-Kugel und anschließend belegte sie bei den U18-Europameisterschaften in Jerusalem mit 15,48 m den siebten Platz. 2023 wurde sie bei der 3. Liga der Team-Europameisterschaft im Rahmen der Europaspiele in Chorzów mit 14,24 m Vierte und anschließend gelangte sie bei den Balkan-Meisterschaften in Kraljevo mit 13,47 m auf Rang acht. Daraufhin schied er bei den U20-Europameisterschaften in Jerusalem mit 13,62 m in der Qualifikationsrunde aus. Im Jahr darauf siegte sie mit 14,89 m bei den U20-Balkan-Hallenmeisterschaften in Belgrad, ehe sie im Mai bei den Balkan-Meisterschaften in Izmir mit 13,65 m den achten Platz belegte. Anschließend schied sie bei den U20-Weltmeisterschaften in Lima mit 13,72 m in der Qualifikationsrunde aus. Zudem begann sie ein Studium an der Queens University of Charlotte in den Vereinigten Staaten.
2025 gewann sie bei den Spielen der kleinen Staaten von Europa (GSSE) in Andorra la Vella mit 14,15 m die Bronzemedaille hinter der Isländerin Erna Sóley Gunnarsdóttir und Paraskeovulla Thrasyvoulou aus Zypern. Anschließend belegte sie bei der 3. Liga der Team-Europameisterschaft in Maribor mit 14,50 m den vierten Platz im Kugelstoßen und gelangte im Hammerwurf mit 37,85 m auf Rang neun. Daraufhin schied sie bei den U23-Europameisterschaften in Bergen mit 13,66 m in der Vorrunde im Kugelstoßen aus.
2024 wurde Kljajević montenegrinische Meisterin im Kugelstoßen.